# Ampelosicyos meridionalis
Ampelosicyos meridionalis är en gurkväxtart som beskrevs av Keraudr. Ampelosicyos meridionalis ingår i släktet Ampelosicyos och familjen gurkväxter. Inga underarter finns listade i Catalogue of Life.